# أرنو فرانزن
أرنو فرانزن (بالبرتغالية: Arno Franzen‏) هو مجدف برازيلي، (ولد في Montenegro, Rio Grande do Sul ‏ في البرازيل 1916  م).

## وصلات خارجية
- أرنو فرانزن على موقع الاتحاد الدولي للتجديف (الإنجليزية)
- أرنو فرانزن على موقع اللجنة الأولمبية الدولية (الإنجليزية)
- أرنو فرانزن على موقع أوليمبيديا (الإنجليزية)